# 杨杰 (1962年7月)
杨杰（1962年7月—），男，汉族，北京人，中国共产党党员。中华人民共和国政治人物、第十三届全国人民代表大会云南省代表。

## 生平
曾任山西省邮电管理局副局长，山西省电信公司总经理，中国电信集团公司北京研究院副院长，中国电信北方电信事业部总经理等职；
2004年05月任中国电信集团副总经理
2016年04月任中国电信集团公司党组书记、董事长；
2018年，杨杰被选为云南省出席第十三届全国人民代表大会代表。
2019年03月，中国移动通信集团有限公司党组书记、董事长，执行董事。